# قرة قية (خاروانا)
قرة قية هي قرية في مقاطعة ورزقان، إيران. عدد سكان هذه القرية هو 37 في سنة 2006.